# Habitatge al carrer Coll del Castell, 13 (Rupit)
L'Habitatge al carrer Coll del Castell, 13 és una casa de Rupit i Pruit (Osona) inclosa a l'Inventari del Patrimoni Arquitectònic de Catalunya.

## Descripció
Casa mitgera de dos trams i a nivell de planta baixa presenta un porta amb llinda de pedra i una altra a la part dreta amb llinda de roure. Al primer pis, s'obren dues finestres amb els ampits motllurats i la de l'esquerre amb la data 1690 inscrita. Al segon pis, hi ha una finestra de les mateixes característiques, però més petita i un balcó amb barana de ferro. El ràfec de la teulada és bastant ampli. Es construïda en lleves de pedra sense polir i té restes d'arrebossat al damunt. Les obertures són de pedra ben carejada i els portals de fusta.

## Història
La plaça del coll del Castell es troba a la part alta de la vila de Rupit, sota el mur de llevant del Castell. Les cases estan assentades damunt el cingle i la gran majoria pertanyen als segles XVII-XVIII. Com totes les de Rupit han estat restaurades respectant la tipologia primitiva. L'establiment de Cavallers al Castell de Rupit donà un caire aristocràtic a la vila. Al segle xiv la demografia baixa considerablement, al fogatge del segle xvi s'experimentà un cert creixement i al segle xvii comença a ésser un nucli important de població, ja que durant la guerra dels Segadors (1654) s'hi establiren molt francesos.